# ۵۷۷ (خورشیدی)
۵۷۷ پانصد و هفتاد و هفتمین سال هجری خورشیدی است.